# Arnoldo Wion
Arnoldo Wion, conosciuto anche come Arnoldo de Wyon o Arnold de Wyon (Douai, 1554 – Mantova, XVII secolo), è stato un editore e monaco cristiano francese.

## Biografia
Nato nel 1554, Arnoldo Wion era un editore e monaco benedettino. Nel 1595 pubblicò a Venezia il libro Lignum vitae, il quale includeva una profezia sui futuri papi attribuita a san Malachia, vescovo di Armagh, vissuto nel XII secolo. La paternità di Malachia, però, venne successivamente smentita, attribuendo la profezia ad Alfonso Ceccarelli, un noto falsario cinquecentesco, o a qualcuno a lui vicino.
Wion morì a Mantova all'inizio del XVII secolo.

## Opere
- Lignum vitae, ornamentum et decus Ecclesiae (1595)[2]
- Sancti Gerardi Sagredo (1597)
- Chronologia Septuaginta Interpretum cum Vulgatæ editionis Latinæ Bibliorum Chronographia conciliata[3]